# Костицын, Егор Дмитриевич
Его́р Дми́триевич Кости́цын (23 августа 1919, д. Чепчаны, Глазовский уезд, Вятская губерния, РСФСР — 1 февраля 1991, пос. Северный Коммунар, Сивинский район, Пермская область, РСФСР, СССР) — старший сержант Рабоче-крестьянской Красной Армии, участник Великой Отечественной войны, Герой Советского Союза (1945).

## Биография
Родился 23 августа 1919 года в деревне Чепчаны. После окончания начальной школы проживал и работал в городе Губаха Пермской области. С 1934 года жил в Комсомольске-на-Амуре, участвовал в его строительстве.
В 1939 году был призван на службу в Рабоче-крестьянскую Красную Армию. С 1941 года — на фронтах Великой Отечественной войны. Вступил в ВКП(б).
К апрелю 1945 года сержант Е. Д. Костицын командовал отделением 5-го отдельного моторизованного понтонно-мостового батальона 61-й армии 1-го Белорусского фронта. Отличился во время освобождения Польши.
17 апреля 1945 года отделение Костицына, несмотря на массированный вражеский огонь, успешно собрало паром и переправило большое количество артиллерии и пехоты на западный берег Одера в районе населённого пункта Нидер Рутцов в 5 километрах к юго-западу от польского города Цедыня. Во время переправы получил ранение, но остался на своём посту.
Указом Президиума Верховного Совета СССР от 31 мая 1945 года за «образцовое выполнение боевых заданий командования на фронте борьбы с немецкими захватчиками и проявленные при этом мужество и героизм» удостоен звания Героя Советского Союза с вручением ордена Ленина и медали «Золотая Звезда» за номером 9125.
После окончания войны в звании старшего сержанта был демобилизован. Проживал и работал в посёлке Северный Коммунар Сивинского района Пермской области.
Умер 1 февраля 1991 года.

## Награды
- орден Красной Звезды (9.12.1943)[4];
- Орден Славы 3-й степени (30.8.1944)[5];
- Герой Советского Союза (орден Ленина и медаль «Золотая Звезда» № 9125; 31.5.1945)[6];
- орден Отечественной войны 1-й степени (1985);
- медали, в том числе:
  - «За оборону Сталинграда»[5][2];
  - «За отвагу» (21.02.1945)[2].

## Комментарии
1. ↑  Деревня Чепчаны, относившаяся к Балахнинской волости Глазовского уезда, в последующем входила в состав Балахнинского сельсовета Бельского района; упразднена в 1978 году, ныне — территория Фалёнского района Кировской области[1].